# Gare de Hœnheim-Tram
La gare de Hœnheim-Tram, usuellement appelée gare de Hœnheim, est une halte ferroviaire française de la ligne de Strasbourg à Lauterbourg, située sur le territoire de la commune de Hœnheim, dans la collectivité européenne d'Alsace, en région Grand Est.
C'est une halte voyageurs de la SNCF, du réseau TER Grand Est, desservie par des trains express régionaux.
Elle est intégrée au pôle multimodal « Hœnheim Gare », qui comprend également une station du tramway de Strasbourg, terminus de la ligne B, et une gare routière desservie par des bus urbains et interurbains.

## Situation ferroviaire

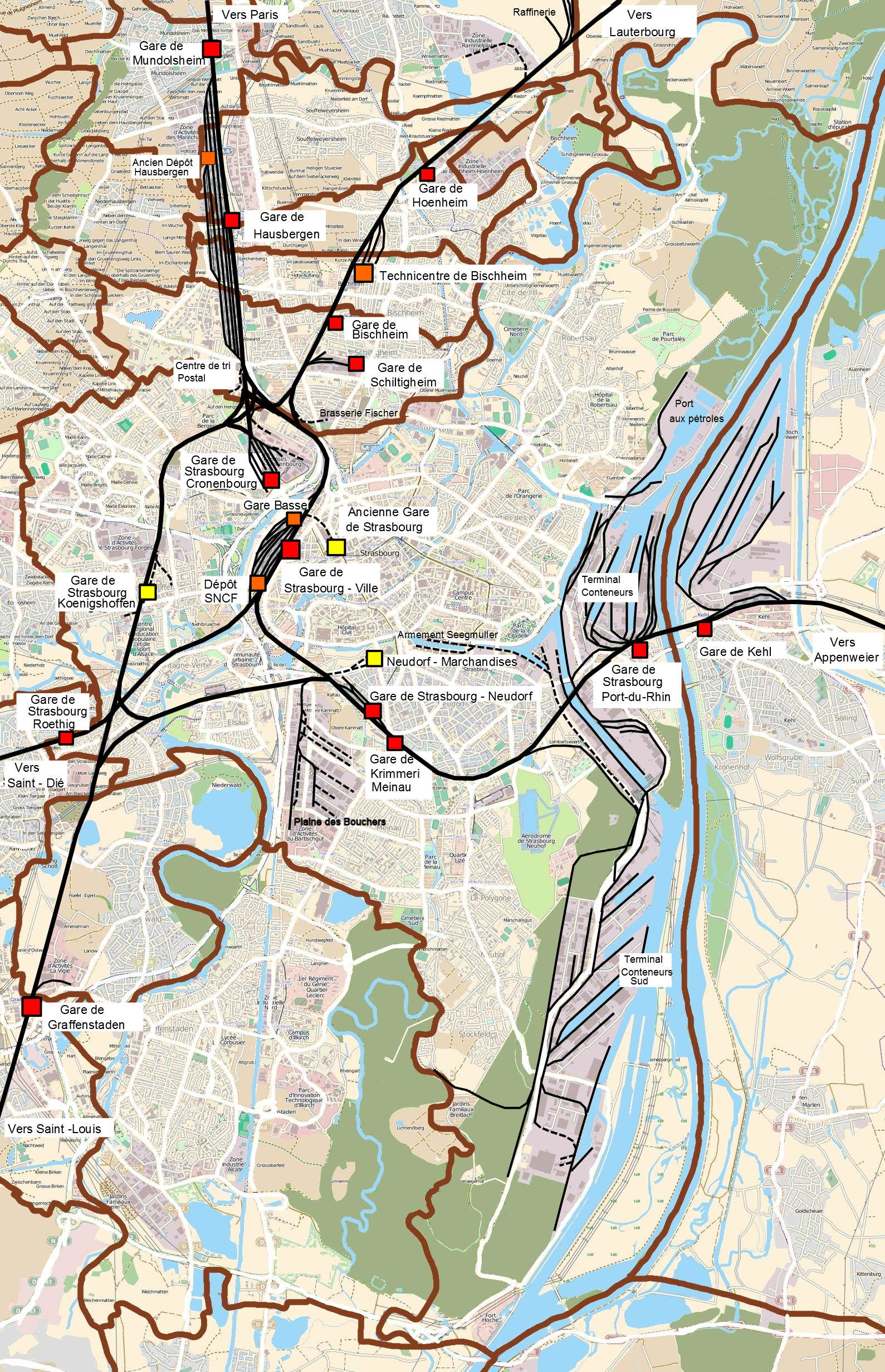
Plan du système ferroviaire de Strasbourg.

Établie à 136 mètres d'altitude, la gare de Hœnheim-Tram est située au point kilométrique (PK) 5,625 de la ligne de Strasbourg à Lauterbourg, entre les gares de Bischheim (s'intercale le technicentre de Bischheim) et de La Wantzenau.

## Histoire

### Terminus tramway: Hœnheim Gare
La station Hœnheim Gare, l'un des terminus de la ligne B du tramway de Strasbourg, est inaugurée comme la ligne le 1er septembre 2000. Ce terminus dispose de deux voies dont les quais sont protégés par un auvent, reliées par une voie en tiroir courbe constituant l'arrière gare de la station.

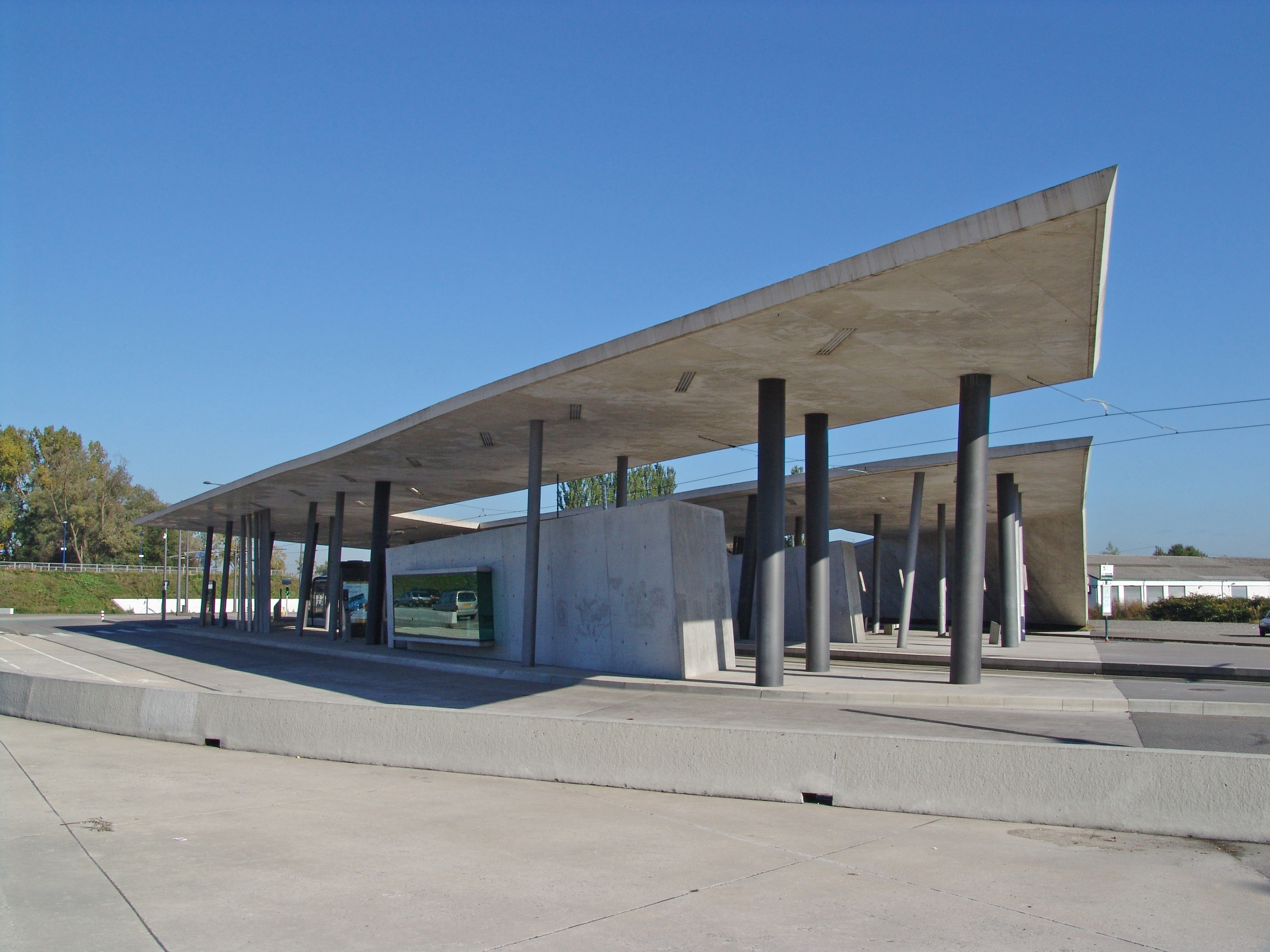
Le terminal Hœnheim Gare.

Conçue comme un terminal multimodal, la station comprend une gare pour les tramways et les bus de 3 000 m2, un parc relais de 700 places et un local à vélos de 50 places. Elle intègre la gestion des déplacements des différents modes de circulation : piétons, cyclistes, véhicules routiers et tramways. Cet ensemble, conçu par l'architecte Zaha Hadid, est traité dans un style contemporain avec notamment un « auvent en béton brut, plié comme une feuille de papier et soutenu par quarante-quatre poteaux : disposés irrégulièrement, et d’inclinaisons obliques différentes ».
Le terminal reçoit le prix de l'Union européenne pour l'architecture contemporaine Mies van der Rohe 2003.

### Halte ferroviaire: Hœnheim-Tram
Le pôle multimodal est ensuite complété par la construction d'une halte voyageurs ferroviaire sur la ligne de Strasbourg à Lauterbourg dont le tracé jouxte la précédente réalisation. Pour un coût de 2 578 675 euros, financés par Réseau ferré de France (RFF), la SNCF et la région Alsace. Elle est mise en service le 2 septembre 2002.
En mars 2013, la fréquentation en voyageurs de la halte ferroviaire est de 1 324 montants et 1 662 descendus des trains de la ligne Strasbourg - Lauterbourg.
En 2014, la SNCF estime la fréquentation de la halte ferroviaire à 82 373 voyageurs.

## Fréquentation
De 2015 à 2023, selon les estimations de la SNCF, la fréquentation annuelle de la gare s'élève aux nombres indiqués dans le tableau ci-dessous.
| Année     | 2015   | 2016   | 2017   | 2018   | 2019   | 2020   | 2021   | 2022   | 2023   |
| --------- | ------ | ------ | ------ | ------ | ------ | ------ | ------ | ------ | ------ |
| Voyageurs | 74 593 | 70 820 | 72 582 | 75 157 | 75 183 | 55 669 | 54 922 | 60 439 | 67 165 |

## Service des voyageurs

### Accueil
Halte SNCF, c'est un point d'arrêt non géré (PANG) à accès libre. Elle est équipée d'automates pour l'achat de titres de transport. La ligne ferroviaire à double voie surélevée d'environ trois mètres est encadrée de deux quais qui disposent chacun d'un abri. L'accès au quai en direction de Strasbourg se fait par un passage sous la voie au niveau du terminus du tramway et du parking.

### Desserte
Hœnheim-Tram est desservi par des trains régionaux de la ligne de Strasbourg à Lauterbourg :
- ligne Strasbourg - Rœschwoog - Lauterbourg.

Cette ligne n'est pas intégrée au Réseau express métropolitain européen, au moins dans un premier temps.

### Intermodalité
Un parc pour les vélos et un parking pour les véhicules y sont aménagés. On y trouve aussi une station automatique service de location Vélhop.
Au niveau de la gare se croisent le terminus de la ligne B du tramway, les lignes de bus CTS C3, C9, 74 et le transport à la demande zonal Flex'hop et la ligne 201 (Hœnheim - Val de Moder) du Réseau 67.

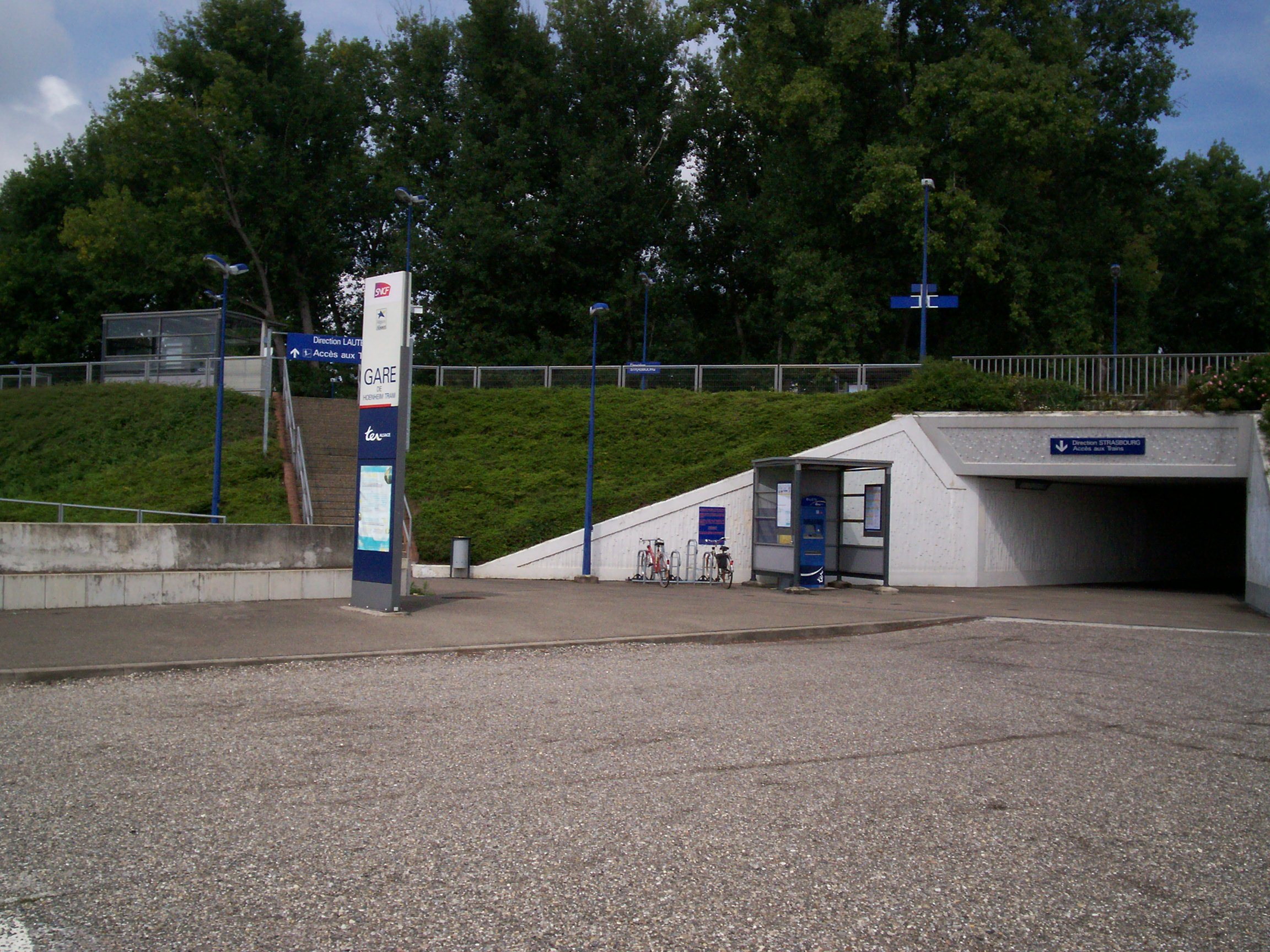
Entrée de la gare côté tram/bus.
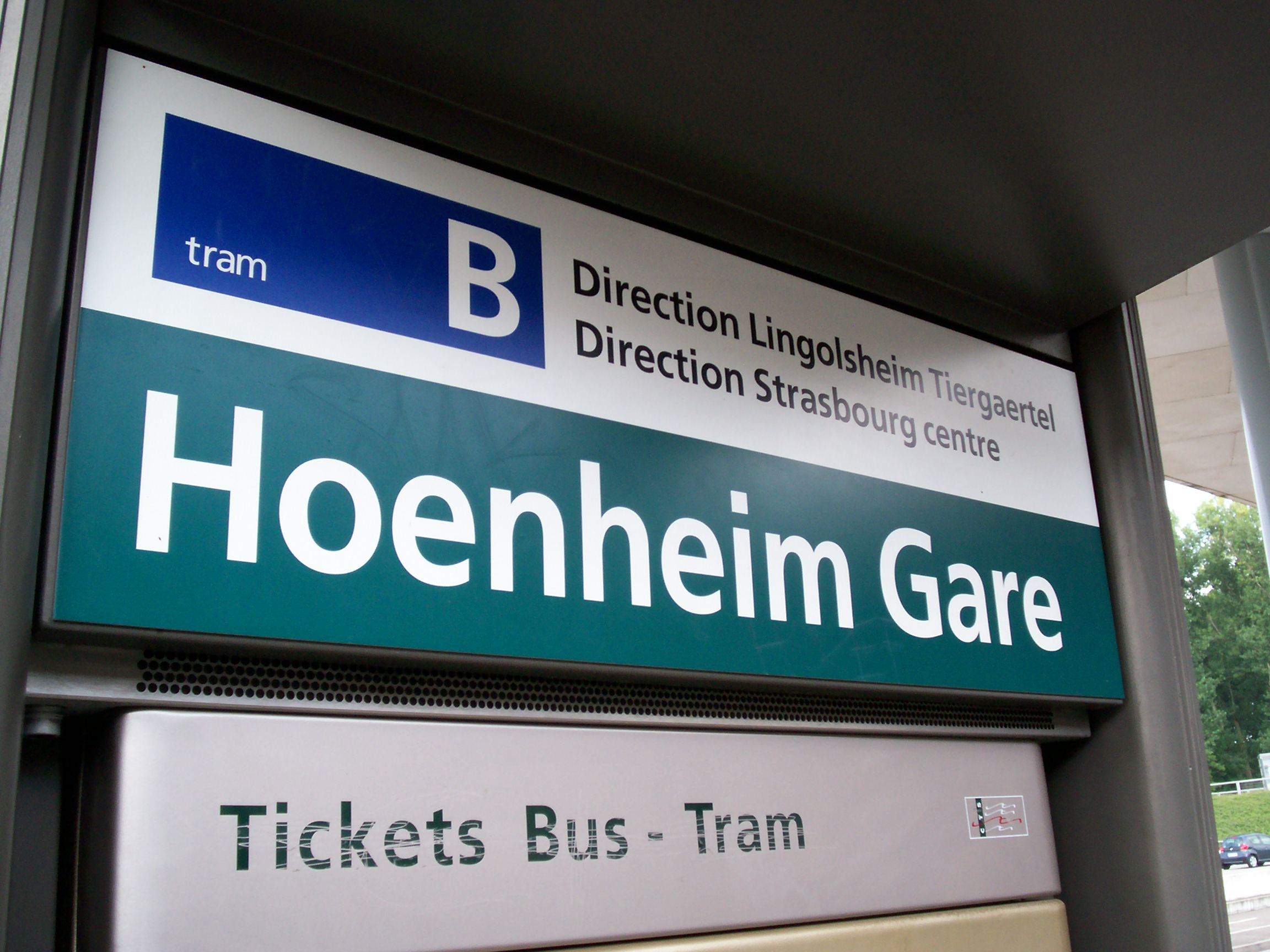
Panneau Hœnheim Gare.
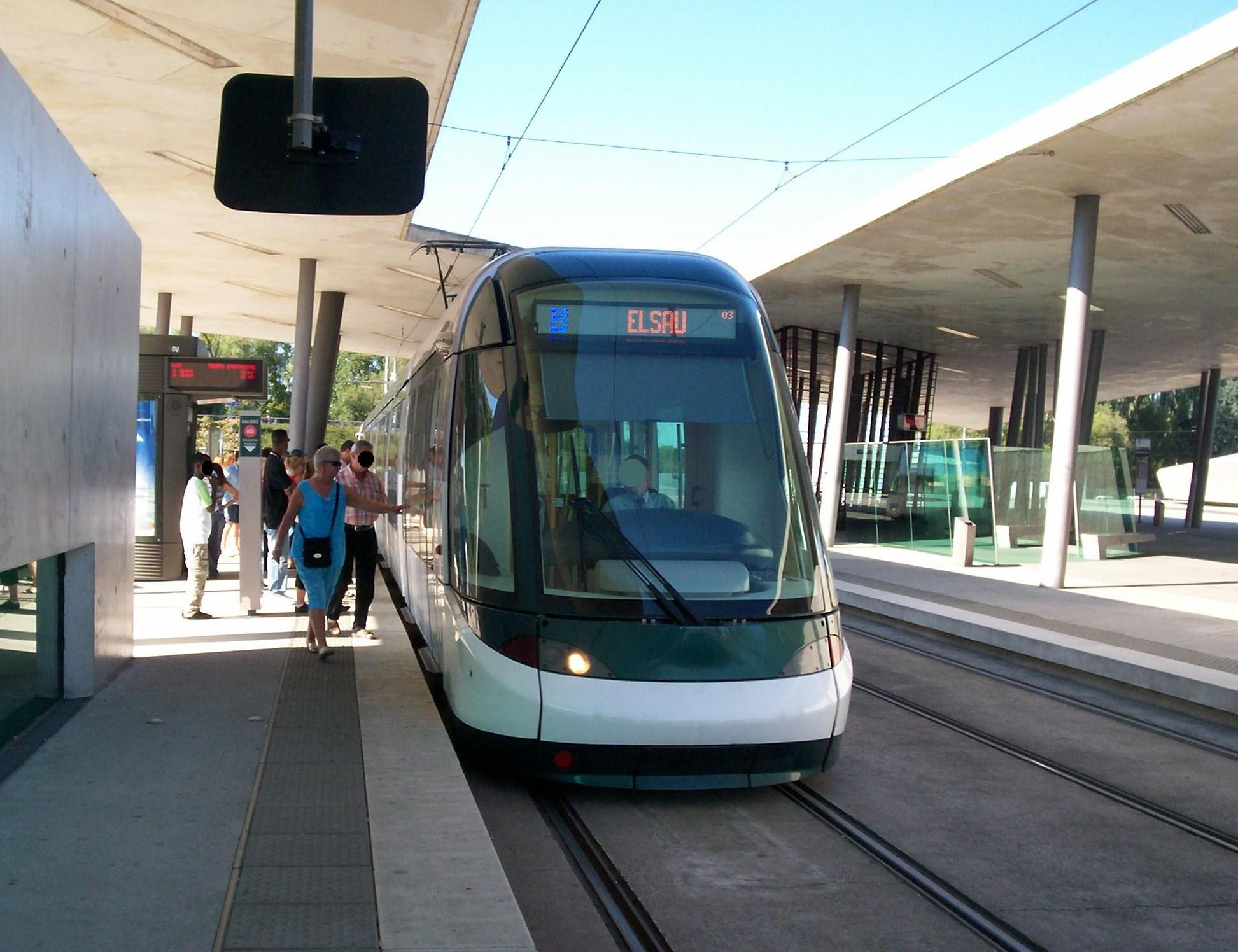
Tramway à Hœnheim Gare.
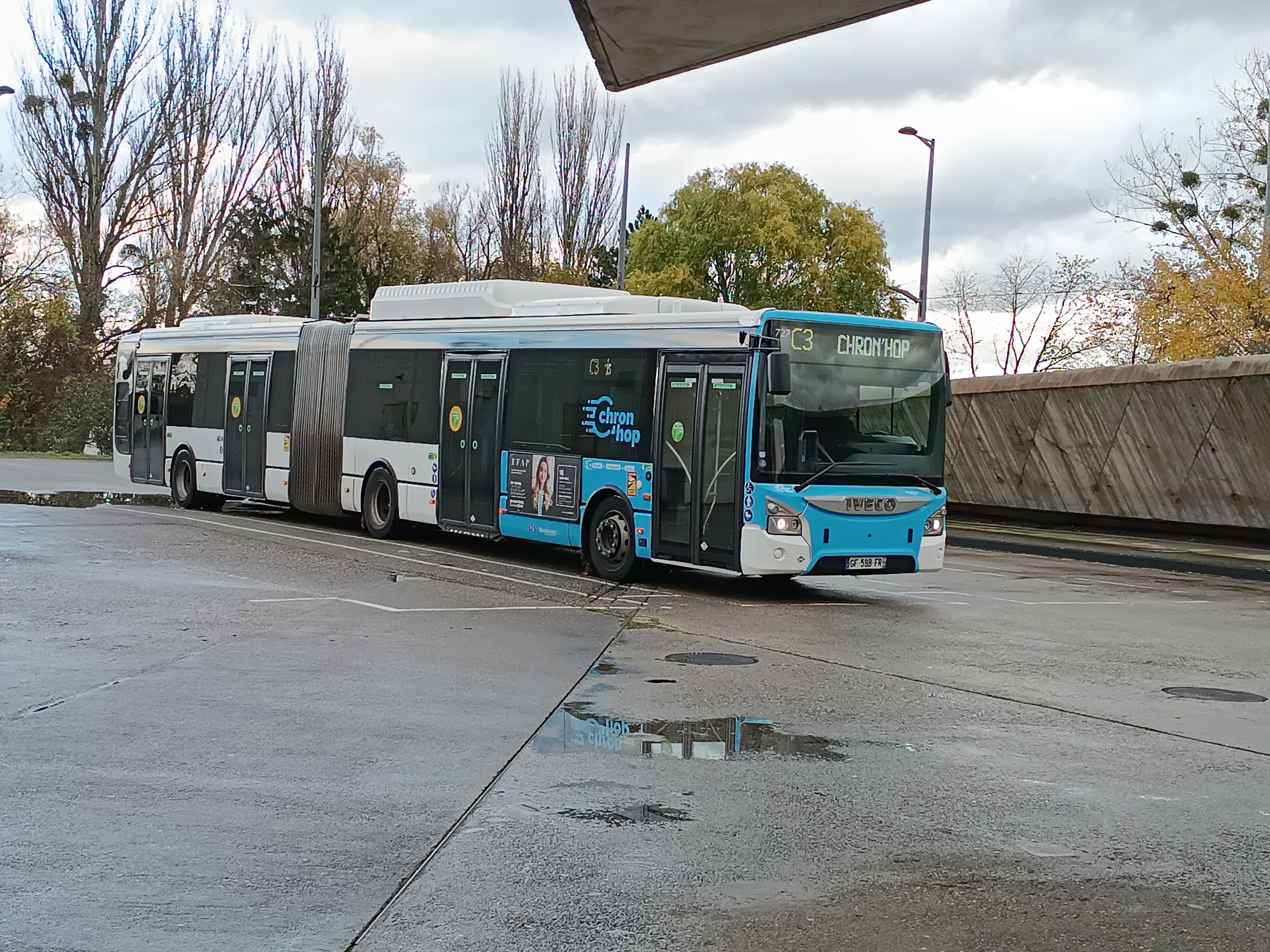
Ligne C3 du réseau de bus de Strasbourg
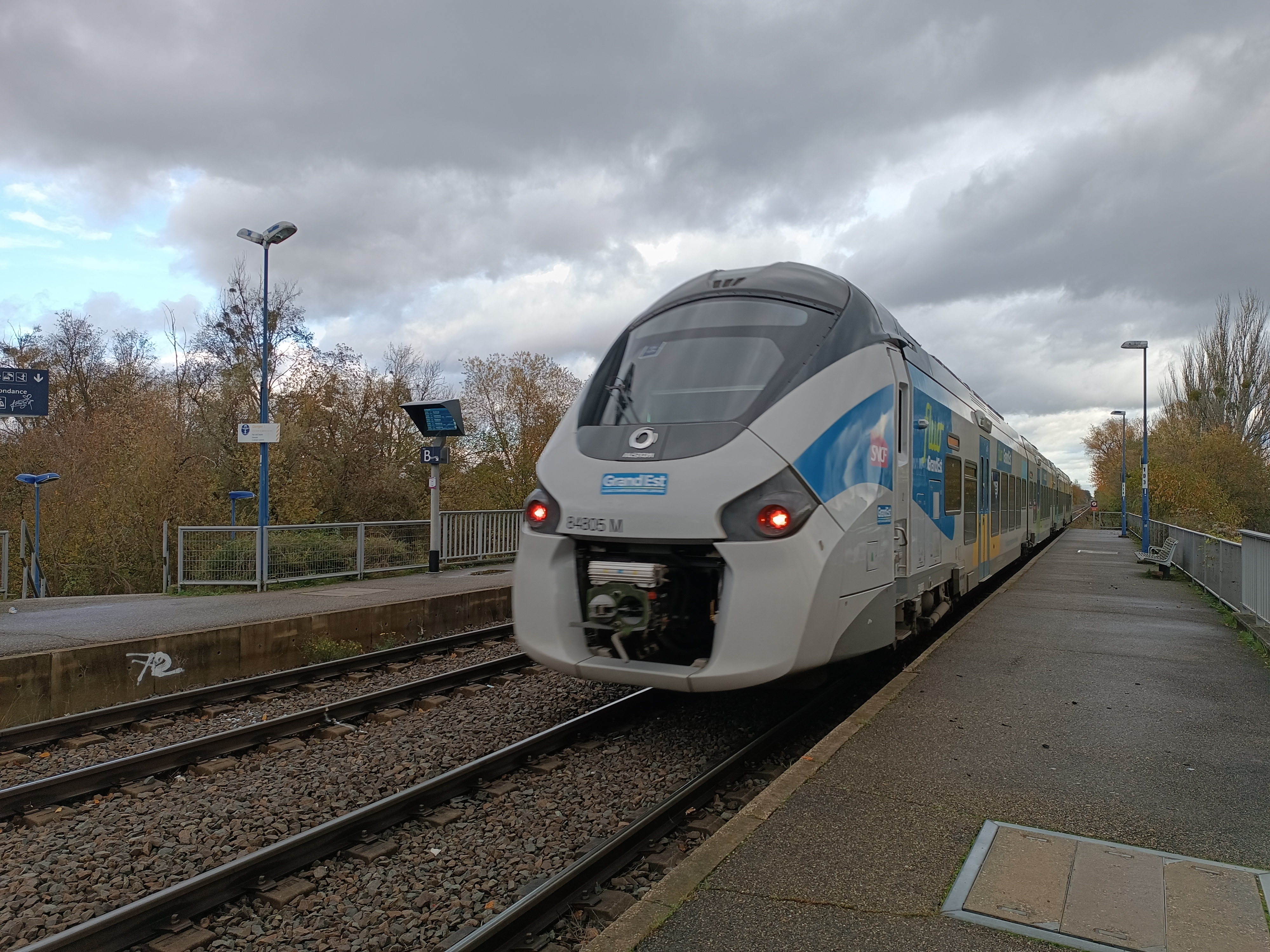
TER Fluo Grand Est quittant la gare de Hoeheim en 2023.

## À proximité
Une zone d'activité de 6 ha située à proximité a pris le nom de Zone d'Activités Hœnheim Gare. Elle regroupe une soixantaine d'entreprises.